# Tatarak zwyczajny
Tatarak zwyczajny (Acorus calamus L.) – polimorficzny gatunek byliny, należący do rodziny tatarakowatych (Acoraceae). Znany jest także pod ludowymi nazwami jako np. ajer i tatarskie ziele. Zasięg gatunku obejmuje Azję i Amerykę Północną, poza tym został zawleczony i rozpowszechniony przez człowieka na inne kontynenty od strefy subtropikalnej do umiarkowanej. Do Europy trafił najprawdopodobniej między średniowieczem a XVI wiekiem. W Polsce ten gatunek jest pospolity na całym terenie z wyjątkiem Karpat. W polskiej florze ma status kenofita – holoagriofita. Uważany za inwazyjny, ma jednak średni wpływ na rodzime gatunki roślin szuwarowych. Roślina olejkodajna, jadalna, kosmetyczna i lecznicza, o szerokich zastosowaniach w różnych kulturach na całym świecie.

## Pochodzenie i rozmieszczenie geograficzne
Płodne, diploidalne formy tataraku zwyczajnego występują w środkowej Syberii, w Mongolii oraz na rozległych obszarach Ameryki Północnej, gdzie opisywane bywają jako odrębny gatunek – Acorus americanus (Raf.) Raf., choć nie stwierdzono różnic między populacjami amerykańskimi i syberyjskimi. Rośliny diploidalne w Ameryce rosną od północno-wschodniej części USA poprzez niemal całą Kanadę po wybrzeża Pacyfiku. Tatarak ten rozprzestrzeniany był przez Indian, o czym świadczy znajdowanie często jego stanowisk w rejonie dawnego osadnictwa indiańskiego.
Występowanie tataraku tetraploidalnego potwierdzono tylko w Azji – we wschodniej Syberii, w Japonii oraz Indiach. Najszerzej rozpowszechniony jest tatarak triploidalny. Występuje on w Azji Południowej (w rejonie Himalajów i dalej na południu, po Filipiny i Celebes na wschodzie oraz południowe Indie, Cejlon i wyspę Reunion na zachodzie), a także na rozległych obszarach Europy. Z Europy forma triploidalna zawleczona została wraz z kolonistami do Ameryki Północnej, gdzie rozprzestrzeniła się zwłaszcza we wschodniej części USA. Zawleczona została także w rejon Rio de Janeiro w Ameryce Południowej, do Republiki Południowej Afryki i do Australii.
Do Europy tatarak trafił, według niektórych źródeł, w średniowieczu podczas najazdów tatarskich (stąd pochodzi polska nazwa rodzaju) i innych ludów tureckich. Rozprzestrzenianiu gatunku sprzyjać miało dodawanie fragmentów kłączy do bukłaków w celu aromatyzowania wody, po czym zgubione lub wyrzucone kłącza dawały początek nowym populacjom. Być może tą drogą tatarak trafił wówczas tylko do wschodniej Europy i na ziemie polskie. Według różnych szacunków nastąpić to mogło w połowie XIII w. (najazdy mongolskie) lub w XV i XVI w. (wojny z Tatarami i Imperium osmańskim), ale rzeczywisty sposób introdukcji nie jest znany. Udokumentowane jest dostarczenie roślin tego gatunku z Konstantynopola do Pragi w 1557 roku, gdzie miał rosnąć do roku 1574. Także z Konstantynopola rośliny tego gatunku przekazane zostały do Wiednia w 1576 roku. W ostatnich latach XVI wieku tatarak uprawiano w Londynie. W XVII wieku roślina była już rozpowszechniona w Europie Środkowej. Współcześnie triploidalny tatarak jest szeroko rozprzestrzeniony w Europie. Nie występuje tylko w północnej części Półwyspu Skandynawskiego i na Islandii. Powszechny jest w środkowej części kontynentu, natomiast bardzo nieliczne stanowiska ma w północnej Rosji, w północnej części Wysp Brytyjskich, w zachodniej Francji i na półwyspach: Iberyjskim, Apenińskim i Bałkańskim.
W Polsce występuje pospolicie. Bywa określany jako inwazyjny lub zadomowiony gatunek obcy, ale nie inwazyjny. Rzadziej spotykany jest tylko w Karpatach oraz na niektórych innych obszarach, np. o rozległej pokrywie leśnej (rejon Puszczy Goleniowskiej i Białowieskiej) czy na Pobrzeżu Koszalińskim. Szacuje się, że jego populacja wzrasta i nie ma już możliwości wyeliminowania tego gatunku z krajowej flory.
W różnych krajach gatunek uznaje się za inwazyjny, niezależnie od rozpowszechnienia. Ma taki status na Litwie, gdzie jest częsty, i w Finlandii, gdzie jest rzadki. Nieinwazyjny lub tylko potencjalnie inwazyjny jest w Irlandii, Czechach i Danii, gdzie nie jest zbyt rozpowszechniony. Nie jest uznawany za inwazyjny także na Łotwie, gdzie należy do roślin pospolitych.
Tatarak zwyczajny występuje głównie na terenach nizinnych. W Europie sięga w górach do rzędnej 1100 m n.p.m., a w Chinach do 2600 m n.p.m.

## Morfologia

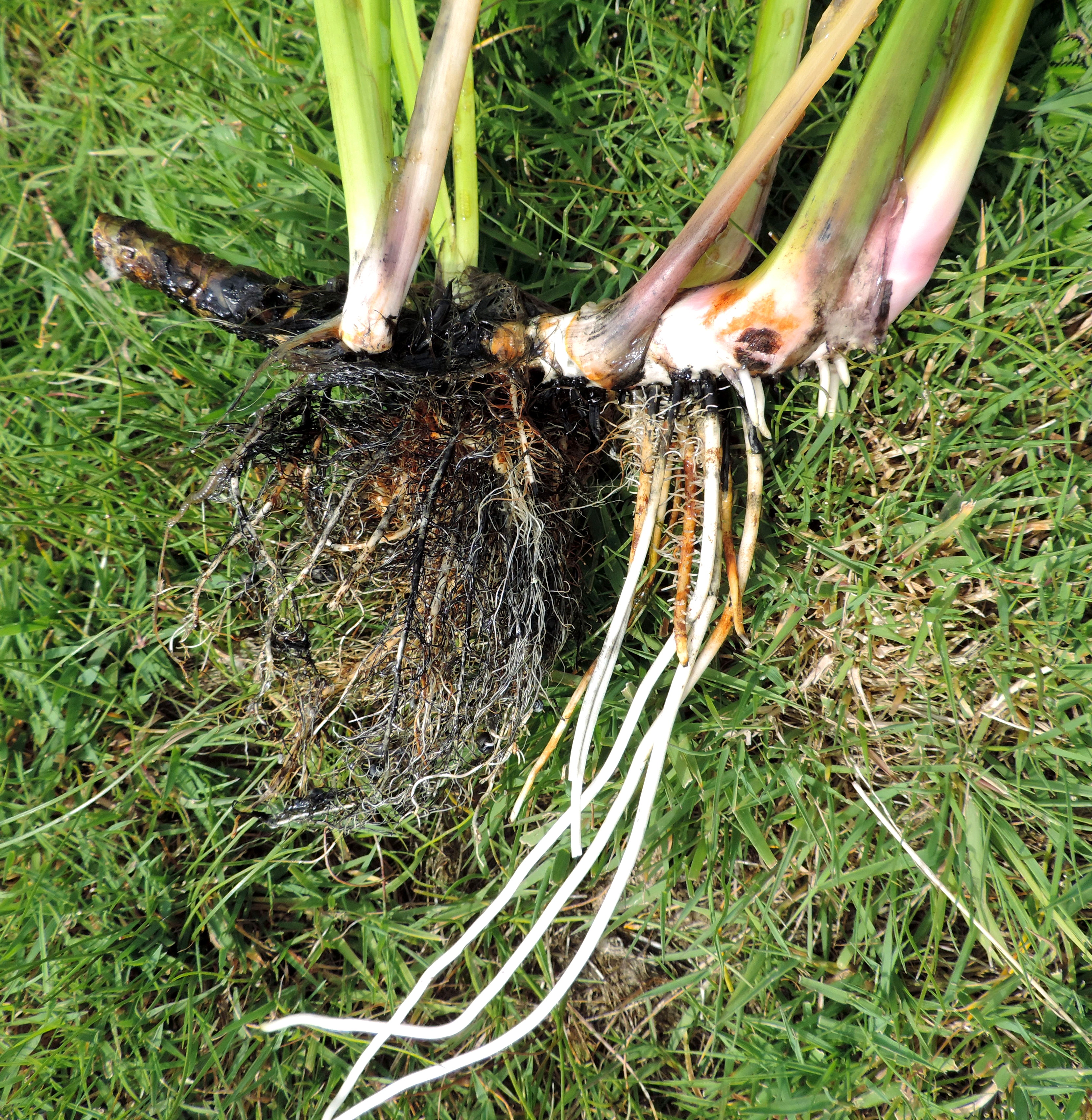
Kłącze i korzenie tataraku

Pokrój i organy podziemneRoślina osiąga od 60 do 100, rzadko 150 cm wysokości. Liście wyrastają dwurzędowo z czołgającego się kłącza. Osiąga ono zwykle nieco ponad 1 cm średnicy (rzadko do 3 cm) i długość od kilku do 10, rzadko do 20 cm. Jest nieco obłe, od dołu wyrastają z niego słabo rozgałęzione korzenie, od góry pokryte jest podkowiastymi śladami po liściach. Liście wyrastają ze szczytowych, fajkowato wzniesionych ku górze części kłącza. Od zewnątrz kłącze okryte jest skórką, która od dołu jest zwykle biaława, a od góry zielonkawa do różowawej, czasem żółtawa lub brunatna. Wewnątrz kłącze jest białe, zwykle nieco zabarwione w pobliżu skórki na zielono lub różowo. Zamierające odcinki kłącza od wewnątrz żółkną i brunatnieją. Kłącze jest silnie aromatyczne (zwłaszcza po przełamaniu), o zapachu cynamonowokamforowym. Stosunek masy organów podziemnych do nadziemnych wynosi w zależności od stanowiska od 0,62 do 1,9.
Łodyga i liścieŁodyga kwiatonośna na przekroju jest trójkanciasta, spłaszczona, nierozgałęziona, u podstawy czerwonawopurpurowa, o wysokości do 40–50 cm. Zwieńczona jest kwiatostanem zepchniętym na bok (pozornie bocznym) przez pionowo ustawioną, liściową pochwę kwiatostanu (spatha). Liście mieczowate, zaostrzone na szczycie, z wystającym grzbietem po obu stronach (u form diploidalnych także dodatkowe żyłki przewodzące, poza środkową, są wystające). Osiągają zwykle długość 70–100 cm, rzadziej są nieco krótsze lub dłuższe (do 150 cm). Mają szerokość zwykle ok. 1,5 cm, do 2, rzadko 2,5 cm. Często blaszka jest nieco falista, u nasady zaczerwieniona, wyżej jasnozielona. Tatarak należy do erektofili, tj. roślin o liściach ustawionych pionowo. Po zasuszeniu liście żółtawe lub brązowe w ciemniejsze kropki.
KwiatyZebrane w kolbowaty obupłciowy kwiatostan o długości 4–8 cm i szerokości ok. 1 cm. Kwiaty osadzone spiralnie i gęsto upakowane w kwiatostanie są żółtozielone, małe (do 2 mm średnicy), obupłciowe. Kwiatostan młody jest zielony, podczas kwitnienia żółto-zielony, po przekwitnieniu żółtawy. Okwiat składa się z sześciu wąskich, łuseczkowatych, odwrotnie jajowatych działek o długości do 3 mm i szerokości 1 mm, na szczycie zaostrzonych i kapturkowatych. Pręcików jest 6, z nitkami nieco spłaszczonymi o długości do 2,5 mm i z pylnikami w kolorze kremowym. Słupek jest jeden, trójkomorowy i trójkanciasty o długości 2,5–3,5 mm i szerokości od 1 do nieco ponad 2 mm. Na szczycie jest gąbczasty, wydłużony (szyjki jednak brak) i zwieńczony drobnym, siedzącym znamieniem. Wzór kwiatowy tataraku zwyczajnego to: *P3 + 3 A3 + 3 G(3_).
OwoceCzerwone jagody powstają tylko u form diploidalnych, występujących w Azji. Rośliny triploidalne rosnące w Europie owoców nie tworzą. Owocostan osiąga średnicę ok. 2 cm. Owoce są podługowato-owalne, o długości do 4,5 mm i szerokości do 3 mm, zawierają jedno lub kilka nasion. Nasiona są jajowate do owalnych o długości do 3 mm i szerokości nieco ponad 1 mm. Łupina nasienna ma barwę jasnobrązową, jest gładka lub z niewielkimi zagłębieniami.
Gatunki podobneIstnieje tylko jeszcze jeden gatunek z tego samego rodzaju – tatarak trawiasty (Acorus gramineus Soland.). Występuje dziko jedynie w Azji wschodniej, poza tym bywa uprawiany. Ma liście wyraźnie krótsze i cieńsze od tataraku zwyczajnego – osiągają od 15 do 35 cm długości, do 1,3 cm szerokości, w górnej części są przewisające. W warunkach europejskich, poza okresem kwitnienia, tatarak zwyczajny może być mylony z kosaćcem żółtym i jeżogłówką gałęzistą. Niezawodnymi cechami charakterystycznymi tataraku są: specyficzny aromat i kolbowaty kwiatostan. Pomocne w rozpoznaniu tego gatunku jest także zwykle wyraźnie widoczne poprzeczne zmarszczenie krawędzi liści.

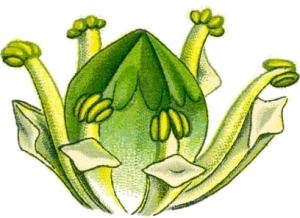
Kwiat
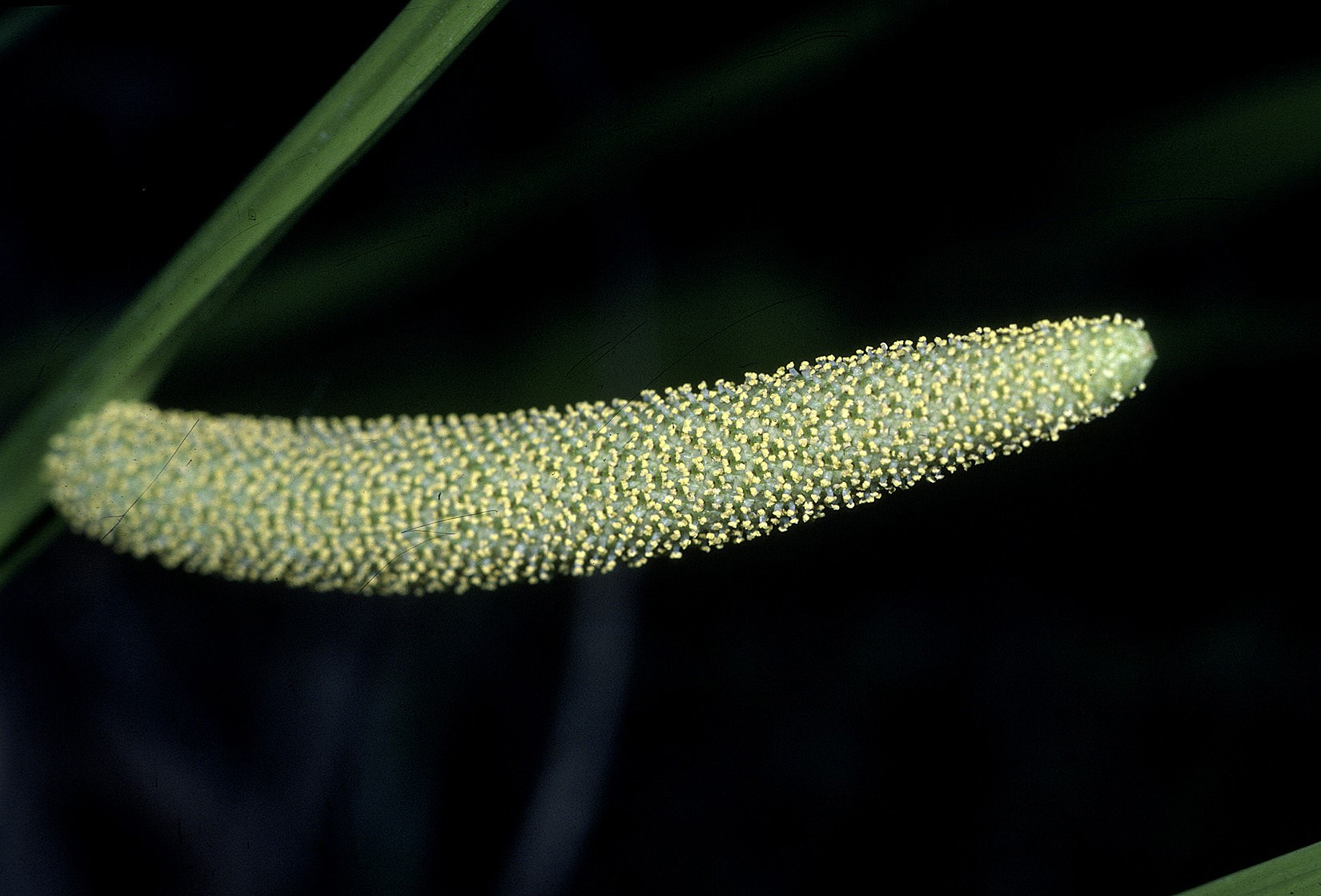
Kwiatostan
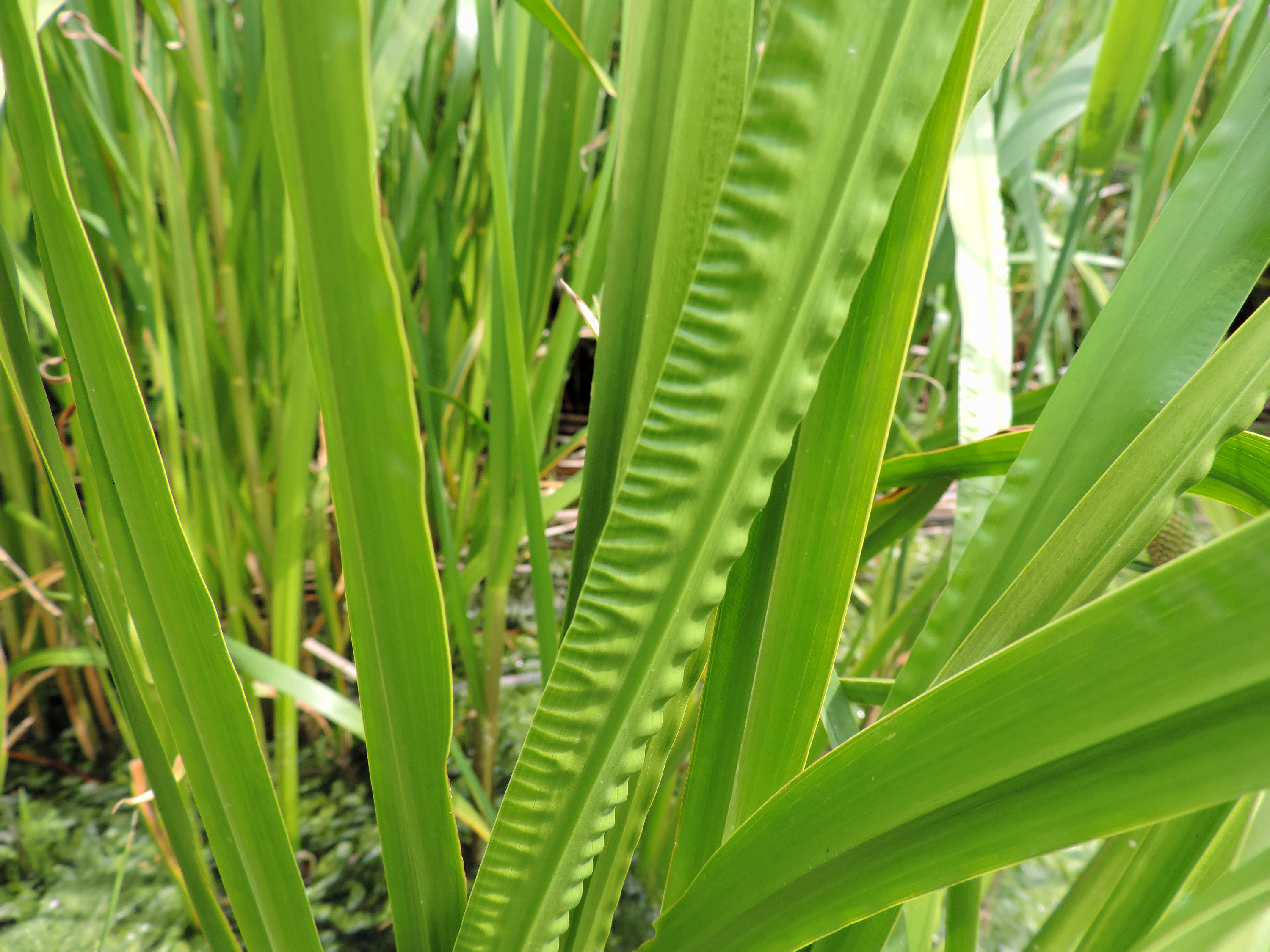
Liście

## Biologia

### Anatomia
Organy generatywneZalążnia jest dwu- lub trójkomorowa i w każdej komorze zawiera kilka zwisających, ortotropowych zalążków. Obie osłonki opatrzone są włoskami, przy czym wewnętrzna jest dłuższa i ona formuje okienko.
Organy wegetatywneW korzeniach i kłączach znajdują się prymitywne naczynia. W korze pierwotnej korzeni występują okazałe przestwory międzykomórkowe. W endodermie obecne są pasemka Caspary'ego i przerywana jest ona tylko w lukach liściowych, tj. w miejscach, w których odchodzą tkanki przewodzące prowadzące do liści. W liściach hipoderma zawiera komórki z nielicznymi chloroplastami. W centralnej części liścia, pod 3–5 warstwami komórek miękiszu asymilacyjnego, znajdują się duże przestwory powietrzne. Główne wiązki przewodzące biegną przez liść równolegle, połączone są drobnymi wiązkami poprzecznymi.

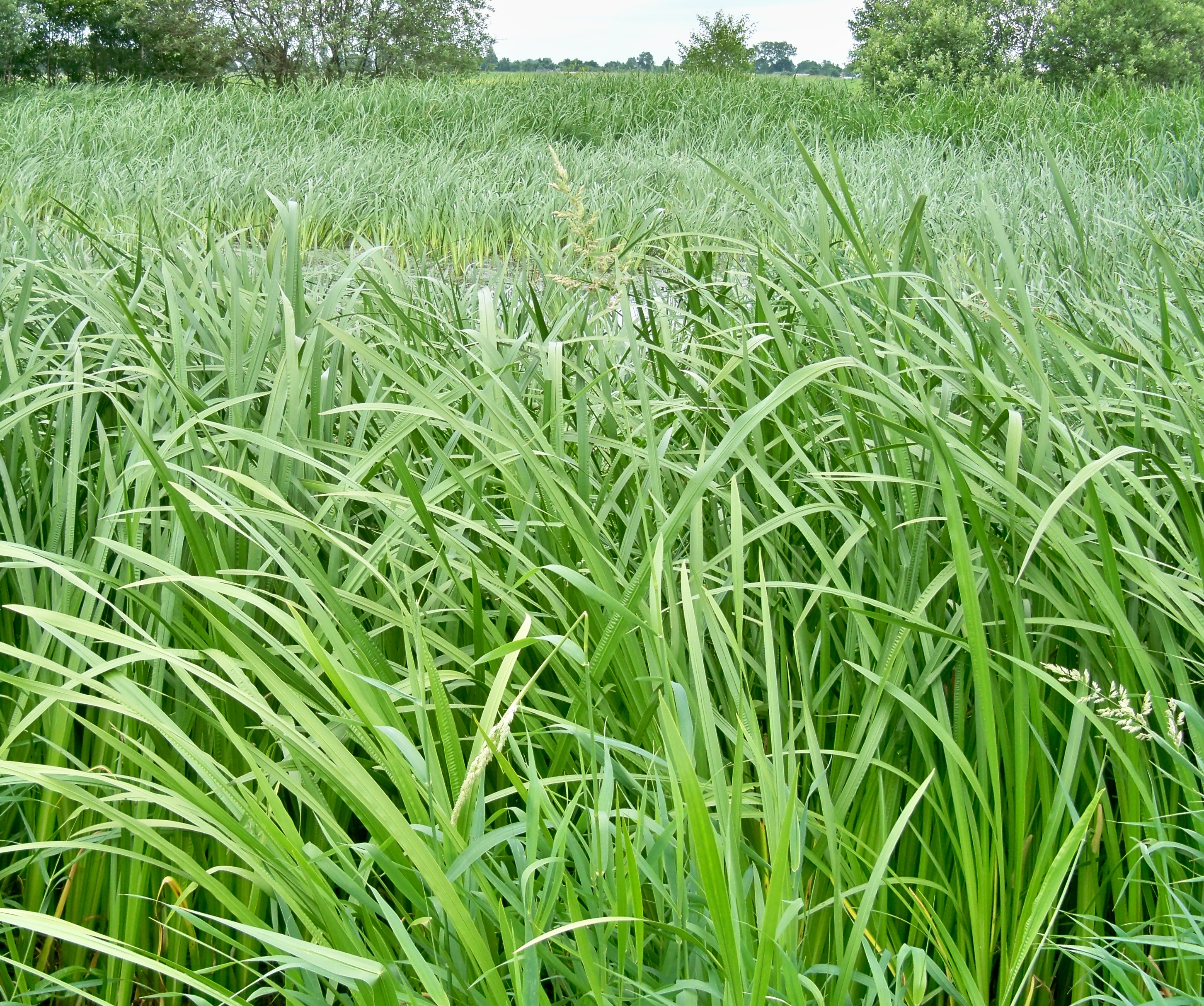
Szuwar tatarakowy

### Rozwój
Tatarak kwitnie w zależności od warunków klimatycznych w danej części zasięgu od lutego do września, w Polsce w czerwcu i lipcu. Znamiona rozwijają się przed rozwojem pylników. Ponieważ pyłek jest lepki, przypuszcza się, że zapylenia dokonują owady, jednak nie są znane gatunki zapylające i nie wyklucza się także anemogamii (wiatropylności). W Europie, Ameryce Północnej i innych obszarach występowania formy triploidalnej tatarak nie zawiązuje owoców i rozmnaża się tylko wegetatywnie przez fragmentację kłącza oraz wzrost i rozdzielanie się jego bocznych rozgałęzień. Rozmnażanie wegetatywne jest istotne także dla płodnych form diploidalnych. Fragmenty kłącza oderwane od rośliny macierzystej zachowują pływalność i zdolność do wzrostu nawet po 6 miesiącach unoszenia się na wodzie.
W obszarze występowania cytotypów płodnych tataraku nasiona dojrzewają w końcu lata i na początku jesieni, owocostan w tym czasie brązowieje. Kiełkująca siewka ma liścień wałeczkowaty z bardzo wąską, błoniastą pochwą. Hipokotyl pozostaje niewidoczny. Korzeń pierwotny rozwija się i osiąga podobną długość do liścienia, po czym zamiera, nie tworząc rozgałęzień. Zaczątki korzeni przybyszowych wyrastają po bokach pochwy liścieniowej, okryte krótką koleoryzą. Pierwsze liście od razu przypominają dorosłe – są mieczowate. W okresie zimowym roślina nie rośnie, ale zachowuje liście zielone i ich wzrost rozpoczyna się wiosną szybciej niżeli u roślin towarzyszących, rosnących w podobnych warunkach siedliskowych. W ciągu 5 lat jedna roślina rozrastając się może pokryć powierzchnię 1 m².

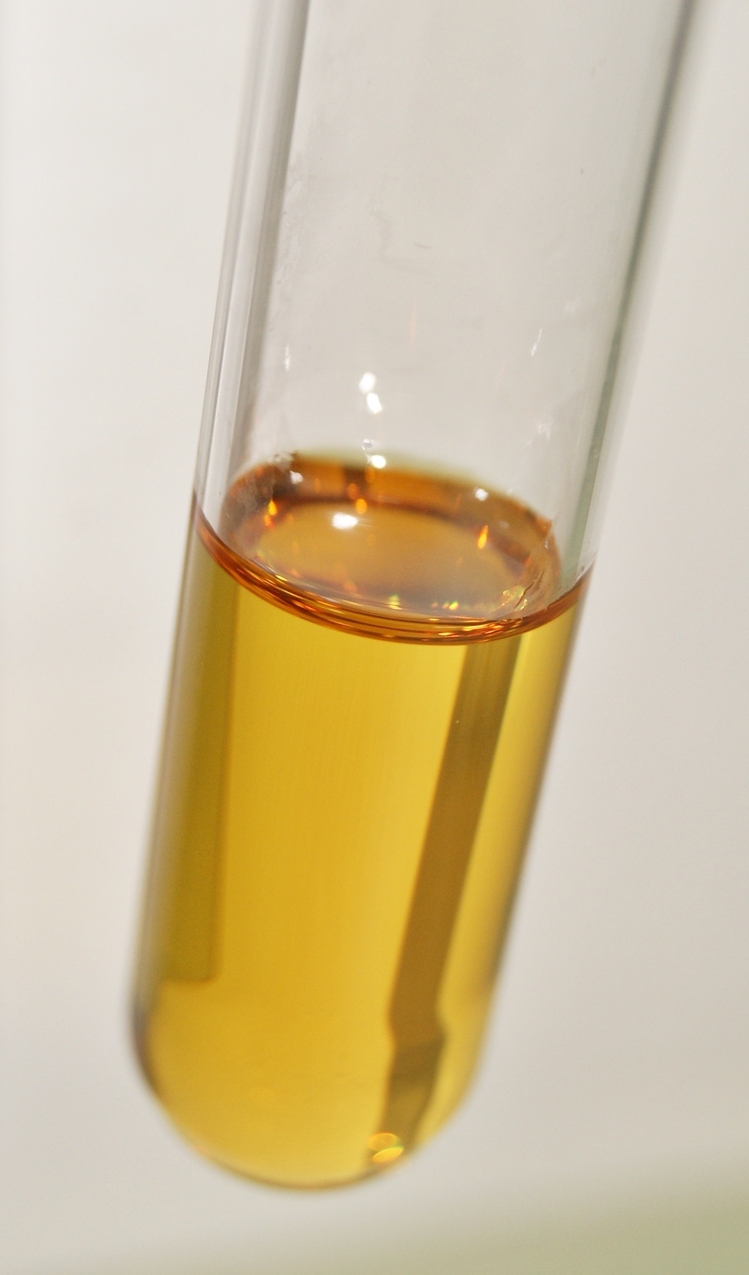
Olejek tatarakowy

### Cechy fitochemicze
Kłącze tataraku ma silny, aromatyczny zapach oraz gorzki smak. Świeże kłącze składa się w 70–75% z wody. Zawiera poza tym ok. 2,4–3,9% (według niektórych źródeł do 9%) olejku eterycznego, gorycze (akorynę (ok. 0,2%), akoretynę i cholinę), garbniki, śluzy, dekstryny i skrobię. W olejku tatarakowym głównym składnikiem jest cis-izo-azaron lub izoester metylowy eugenolu. Poza tym znajduje się w nim: α-pinen, kamfen, mircen, kalamen i kalamenol, wolne kwasy tłuszczowe (zwłaszcza palmitynowy), liczne węglowodory seskwiterpenowe i ketony seskwiterpenowe. Jest on cieczą gęstą, przezroczystą, żółtą o specyficznym i mocnym zapachu oraz ostrym, gorzkim smaku. Za charakterystyczny zapach odpowiada citralizomer Z,Z-deca-4,7-dienal. Zawartość toksycznego azaronu jest różna w zależności od cytotypu. Najwięcej, bo ponad 75%, jest go w olejku tataraku rosnącego w Indiach, olejek z roślin rosnących w Japonii i wschodniej Syberii zawiera od 10 do 40% azaronu, w olejku z roślin europejskich jest go 13%, a w olejku z roślin diploidalnych z Ameryki Północnej brak go niemal zupełnie. Zawartość beta-azaronu w olejku wytwarzanym w krajach azjatyckich z roślin tetra- i heksaploidalnych jest potencjalnie genotoksyczna i kancerogenna (przynajmniej dla gryzoni). Olejek wytwarzany z roślin diploidalnych z Ameryki Północnej oraz triploidalnych rosnących w Europie zawiera nieszkodliwe ilości beta-azaronu.
Według danych pochodzących z fitocenoz z jeziora Warniak (pow. węgorzewski) w fazie największego rozwoju biomasy tkanki tataraku zawierają w 1 gramie suchej masy: 64 mg substancji mineralnych (popiołu), 18 mg azotu, 0,3 mg fosforu, 7 mg potasu i 6 mg wapnia, natomiast z fitocenoz stawu Opatovický'ego (Kraj południowoczeski, Czechy): 12,6-19,2 mg azotu, 2,0-13,5 mg fosforu, 18,5-36,7 mg potasu, 3,4-8,5 mg wapnia, 1,4-2,1 mg magnezu oraz 0,9-2,4 mg sodu.

### Genetyka
Liczba chromosomów 2n = 24, 36, 48, 72. Wyróżnia się trzy cytotypy (poziomy ploidalności): diploidalny (2n=24), triploidalny (2n=36), tetraploidalny (2n=48):
- Acorus calamus var. americanus Raf. – diploid, występuje w Ameryce Północnej, w Mongolii i na Syberii. Jest płodny, pod względem morfologicznym jednorodny, ale wyróżniane są dwa chemotypy różniące się składem olejku eterycznego[39].
- Acorus calamus var. angustatus Besser – tetraploid, rośnie w Azji na obszarze od Indii na południu, po Japonię i wschodnią Syberię na północy. Jest cytotypem częściowo płodnym. Wyróżnia się dwa ekotypy – właściwy dla klimatu subtropikalnego i umiarkowanego oraz szereg chemotypów[39].
- Acorus calamus var. calamus (var. vulgaris L.) – triploid, spotykany w rejonie Himalajów i w Azji południowo-zachodniej oraz w Europie, zawleczony także na Sachalin i do wschodniej części Ameryki Północnej. Sterylny, pod względem budowy i kompozycji fitochemicznej takson jest jednorodny[39].

W Kaszmirze stwierdzono występowanie także heksaploidu (2n=72), ale nie jest on wyodrębniany taksonomicznie.

## Ekologia

### Siedlisko
W klasyfikacji Raunkiæra tatarak zaliczany jest do helofitów. Tylko podczas krótkich okresów przy wysokich stanach wód może przeżyć w zanurzeniu (w hydrofazie), poza tym rozwija się w fazie litoralnej i bagiennej. Nie znosi falowania. Gatunek występuje na brzegach wód i na płyciznach (do 60 cm głębokości, choć zwykle do 45 cm) – w rowach i ciekach o wolnym przepływie, w stawach, starorzeczach i jeziorach. Ma duże wymagania świetlne, ale choć najlepiej rośnie w pełnym słońcu, toleruje także półcień. Preferuje podłoża mineralne (piaszczyste i piaszczysto-mułowe oraz muliste), choć ze stosunkowo dużą zawartością materii organicznej (1–2%), rzadziej rośnie na terenach zabagnionych i nieco zatorfionych. Preferuje odczyn gleby w zakresie pH od 5 do 7. Jest to gatunek mrozoodporny – bez szkody zimuje w temperaturach do -20 °C lub nawet -25 °C. 
Odgrywa istotną rolę w zarastaniu i wypłycaniu zbiorników – gruba darń kłączy i korzeni podnosi podłoże, produkuje dużą ilość fitomasy, która jednak dość szybko się rozkłada. Jako gatunek wybitnie nitrofilny tatarak tworzy szuwary w miejscach zasilanych związkami azotu i fosforu, także w miejscach dopływu ścieków komunalnych. Jest to roślina wapnolubna. W zasadzie nie rośnie, a w każdym razie nie dominuje w zbiorowiskach na brzegach zbiorników dystroficznych, na podłożu kwaśnym. Kłącza tataraku zachowują żywotność nawet po okresowym silnym przesuszeniu.

### Oddziaływania międzygatunkowe
Występujący w Europie cytotyp triploidalny często tworzy agregacje wyróżniane jako zespół szuwaru tatarakowego Acoretum calami Kobendza 1948. Rośnie też w różnych zbiorowiskach szuwarów właściwych i jest gatunkiem charakterystycznym dla związku zespołów Phragmition. Zajmuje podobne siedliska jak manna mielec i w związku z tym wypiera szuwar mannowy. Według niektórych źródeł jest to jedyny udokumentowany wpływ inwazji tego gatunku na rodzimą roślinność w Europie Środkowej, według innych szuwar tatarakowy wypierać może także szuwar skrzypowy, szerokopałkowy, trzcinowy i różne szuwary turzycowe. Kłącza, rosnąc i rozgałęziając się, tworzą wraz z korzeniami zwartą, zbitą i grubą warstwę, zwaną darnią tatarakową, która utrudnia rozwój innym gatunkom roślin. W Polsce nie wpisano go na listę gatunków obcych, które w przypadku uwolnienia do środowiska przyrodniczego mogą zagrozić gatunkom rodzimym lub siedliskom przyrodniczym. Mimo to przez część środowiska naukowego uznany został za obcy gatunek inwazyjny i postulowana jest kontrola jego populacji, zwłaszcza na obszarach chronionych. W innych opracowaniach uznany jest za gatunek obcy, ale nie za inwazyjny.
Cytotyp diploidalny (var. americanus) rośnie na brzegach wód w większym rozproszeniu, nie tworząc zwykle rozległych agregacji. Ustępuje w przypadku inwazji i konkurencji z tatarakiem zawleczonym z Europy. Tatarak diploidalny jest też wrażliwy i łatwo infekowany przez Uromyces sparganii (rdzowce). Na triploidalnym tataraku w Europie Środkowej występuje co najmniej 28 gatunków grzybów pasożytniczych, w tym monofag związany wyłącznie z tym gatunkiem – Ascochyta acori.
Szuwary tataraku są siedliskiem lęgowym kaczkowatych. Kłącza stanowią pożywienie piżmaka, owocami w Ameryce Północnej żywi się karolinka, a liście są chętnie i w dużych ilościach zjadane przez łosie. Na roślinie tej żerują poza tym także rak szlachetny i pluskwiak Ceratophis lataniae. Na ziemiach polskich liście tataraku minowane są przez co najmniej cztery gatunki bezkręgowców.

## Systematyka i zmienność

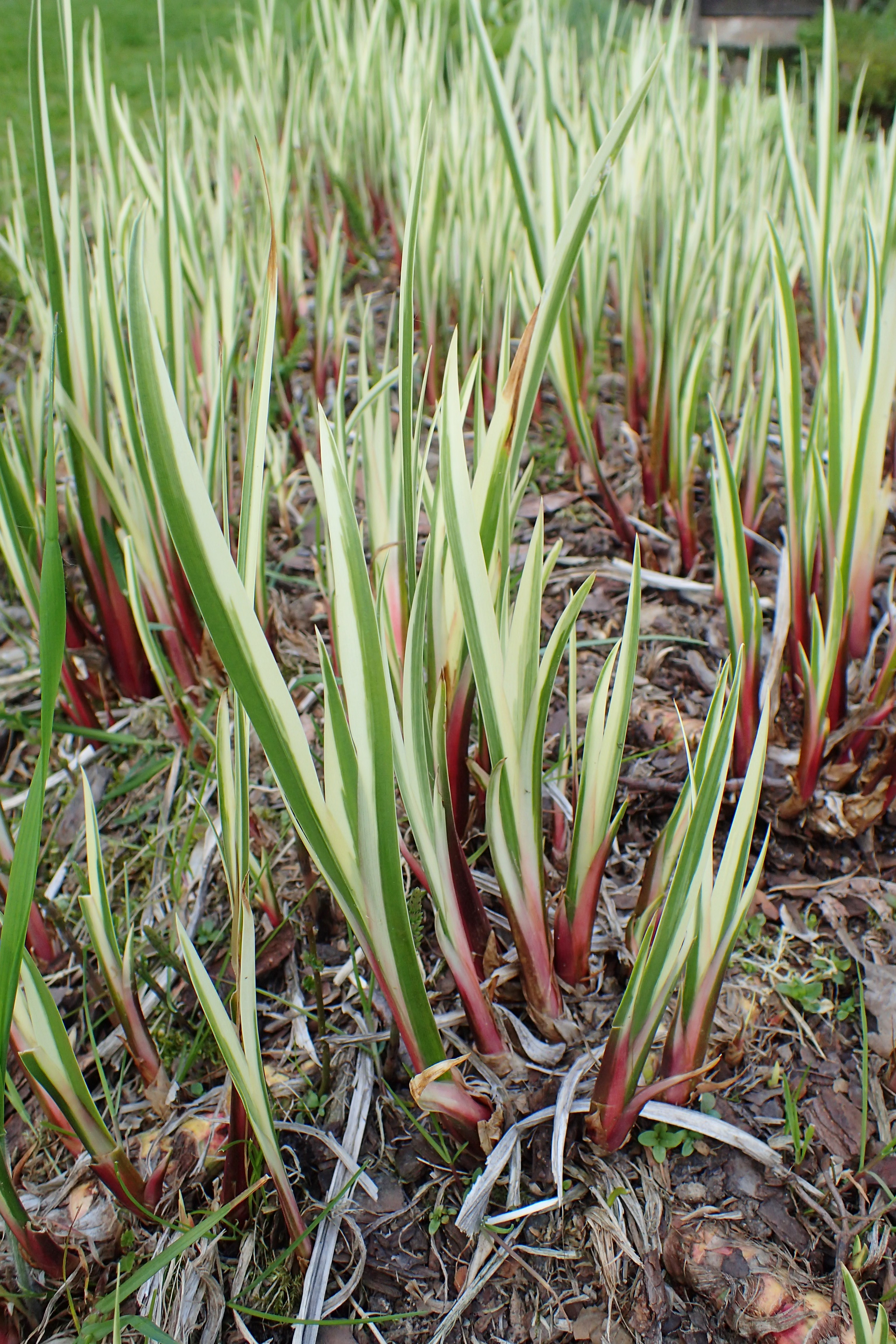
Odmiana 'Variegatus' o liściach z białymi paskami

Jeden z dwóch współczesnych gatunków z rodzaju tatarak (Acorus), reprezentującego monotypową i najbardziej pierwotną (bazalną) linię rozwojową jednoliściennych, klasyfikowaną w randze rzędu tatarakowców (Acorales) i rodziny tatarakowatych (Acoraceae). Dawniej, ze względu na pewne podobieństwa (kolbowaty kwiatostan), rodzaj zaliczany był zwykle do rodziny obrazkowatych (Araceae). Odrębna, bazalna pozycja rodzaju w obrębie jednoliściennych została dowiedziona w latach 90. XX wieku na podstawie sekwencjonowania i analizy genu rbcL z plastydowego DNA oraz analizy cech morfologicznych, anatomicznych i embriologicznych.
Poszczególne cytotypy tego gatunku cechują się dużą zmiennością morfologiczną oraz kompozycją chemiczną olejku eterycznego. W efekcie były one wyróżniane jako odrębne gatunki, podgatunki lub odmiany. Brakuje jednak wyraźnych cech diagnostycznych, a stwierdzane różnice w szerokości liści i długości pochwy kwiatostanu nie są wyraźne. We Flora of North America za cechę diagnostyczną wyróżniającą diploidalny cytotyp A. calamus var. americanus uznano widoczne na liściach zgrubienia od 2 do 6 wiązek przewodzących, podczas gdy u triploidalnej odmiany A. calamus var. calamus zgrubiała jest tylko żyłka centralna. Poza tym forma triploidalna ma szersze liście i dłuższą kolbę kwiatostanu.
Znane są przynajmniej dwie odmiany uprawne:
- A. calamus 'Argenteostriatus' (syn. 'Argenteomarginatus'[14], 'Variegatus') – liście z pionowymi, białymi[51], kremowymi lub żółtymi paskami[32]. Rośnie nieco wolniej od formy typowej i ma bardziej zwarty pokrój[32]. Zalecana jest do uprawy w małych grupach[51].
- A. calamus 'Purpureus'[29]

## Nazewnictwo
Roślina w języku polskim zwana była najczęściej, z racji przypisywanego jej pochodzenia, tatarakiem lub tatarskim zielem. Ponieważ gatunek jest jedynym przedstawicielem swego rodzaju w Europie Środkowej, nazwa dwuczłonowa pojawiła się stosunkowo późno. Od XIX wieku używano określeń „tatarak wonny” i „tatarak pospolity”, po czym już w wieku XX przyjęto nazwę „tatarak zwyczajny”. Roślina znana była pod wieloma nazwami ludowymi i regionalnymi jako: agier, ajer, cypr, kalmus (m.in. na Kaszubach), łabuzie, plaskoć, pluszcz i pluszczaj (trzech ostatnich używano na Wileńszczyźnie), sasyna, sowar (na Lubelszczyźnie), tatar, tatarczuch, tatarski korzeń i wis, a czasem też: palma, trzcina i szuwar. Notowano też nazwy: bazuny, bluszcz, gałga, gałgan, jasyna, kalamus, kalmusz, kłącz, lepecha, lepiech, lepiecha, łabzie, łącz, łobuzie, panny, panny na rzece, panny w rzece, sacyna, szczar, szczwar, talerz, tatarcuch, tatarcuk, tatarcze ziele, tatarczok, tatarczuk, tatarsky korzeny, taterz, źdźbło.
Nazwa naukowa ustalona została przez Karola Linneusza w 1753 roku w dziele Species Plantarum, przy czym pierwszym, który sporządził charakterystykę botaniczną tataraku, był Pierandrea Matthioli. Wcześniej przez wieki gatunek ten określany był zwykle jako Calamus aromaticus, co tłumaczy się jako „wonna trzcina”. Nazwa rodzajowa Acorus zaczerpnięta jest ze starożytnych źródeł greckich, gdzie słowo ákoros (άχόρου, áchórou) w różnych wariantach pisowni używane było przez różnych autorów w odniesieniu do rośliny o aromatycznych kłączach. Nazwa gatunkowa calamus wywodzi się z greckiego słowa kálamos (κάλαμος) oznaczającego trzcinę, źdźbło.

## Zastosowanie
Jedne z najstarszych wzmianek o wykorzystaniu leczniczym tataraku pochodzą z Indii, gdzie roślina stosowana była do leczenia w medycynie ajurwedyskiej. Gatunek wykorzystywano także w starożytnych cywilizacjach basenu Morza Śródziemnego. Znaleziony został np. w grobowcu Tutanchamona. Tatarak jest rośliną użytkową w różnych kulturach, od Indian amerykańskich do Chińczyków, Hindusów i Europejczyków. Tatarak opisywany był przez Hipokratesa, Teofrasta, Dioskurydesa i Celsusa. Szeroko wykorzystywany był i wciąż jest jako roślina lecznicza i kosmetyczna. Kłącze służy do aromatyzowania cukrów, nalewek i likierów. Surowiec pozyskuje się z upraw (zwłaszcza w strefie subtropikalnej i tropikalnej) lub ze stanu dzikiego (np. w Europie Środkowej).
Przez długi czas tatarak uchodził za surowiec bezpieczny, pozbawiony trujących właściwości i stąd oraz z powodu swych walorów zapotrzebowanie na niego było znaczne. Odkrycie wysokich zawartości azaronu w surowcu pochodzącym z Indii spowodowało wprowadzenie ograniczeń w stosowaniu preparatów z tataraku w różnych krajach. Za dopuszczalną w lekach ziołowych uważa się dawkę powodującą przyjęcie do 0,115 mg beta-azaronu na osobę dziennie. W USA od 1968 stosowanie tataraku w produktach spożywczych jest zakazane. W Unii Europejskiej w żywności dopuszcza się zawartość azaronu do 0,05 mg/kg w produktach spożywczych i do 0,5 mg/kg w wyrobach alkoholowych.

### Roślina lecznicza

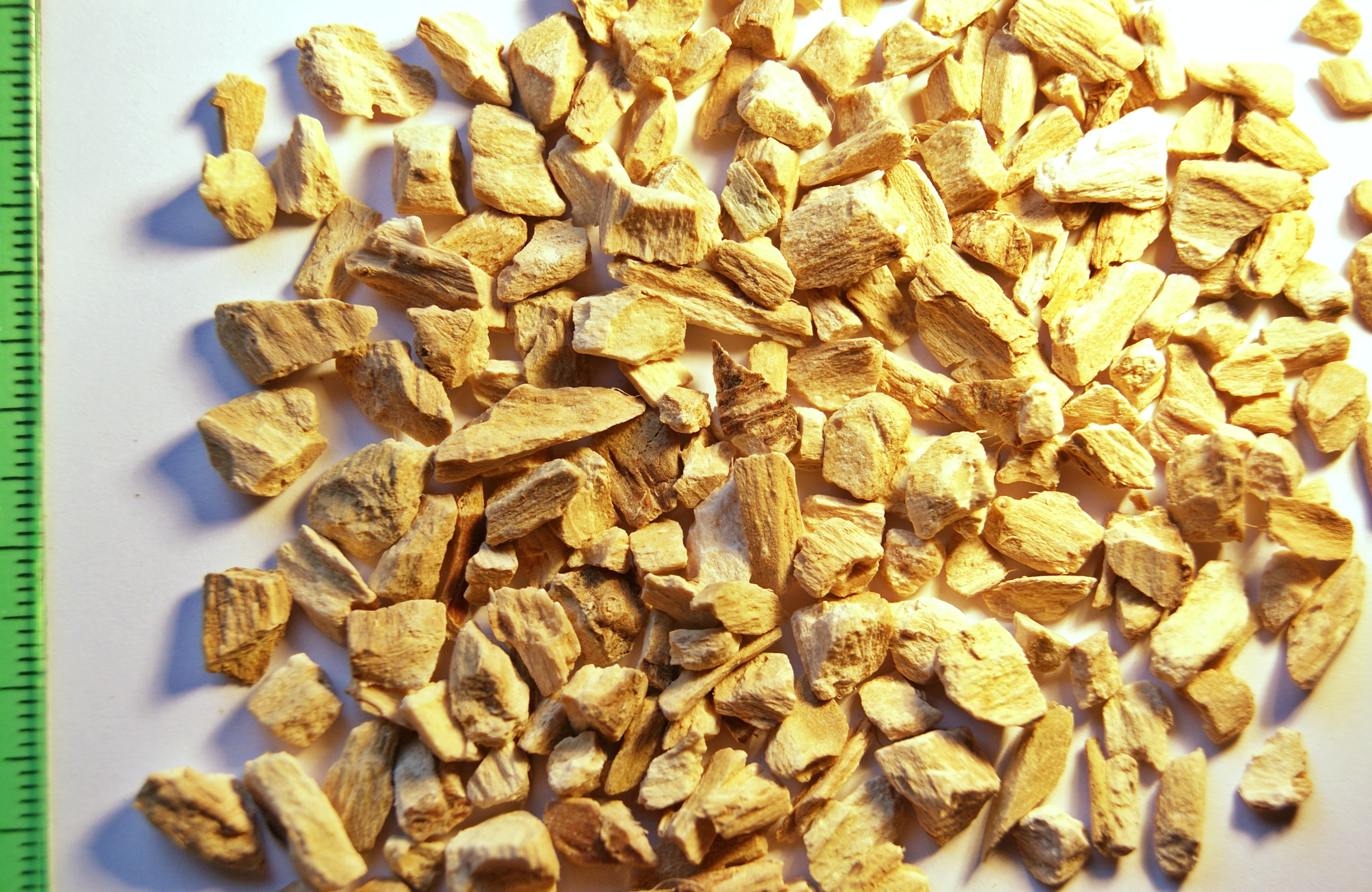
Rozdrobnione, suszone kłącze tataraku

HistoriaW tradycji ludowej Europy Środkowej stosowano tatarak w celu przywrócenia „periodu ponad miarę zatrzymanego” tj. w celach poronnych oraz przy leczeniu suchot. Kłącze tataraku żuto także w celu złagodzenia bólu zębów oraz wzmocnienia strun głosowych. Przede wszystkim jednak stosowany był w różnych dolegliwościach przewodu pokarmowego. Rzadko używano także tataraku przy obrzękach, oparzeniach, kokluszu oraz do kąpieli noworodków i nasiadówek, tj. kąpieli podbrzusza przy chorobach kobiecych. W strefie tropikalnej zewnętrznie stosowano liście tataraku do leczenia owrzodzeń i trądu. W tradycyjnej medycynie hinduskiej i chińskiej tatarak stosowany był przy zaburzeniach pamięci, do poprawienia wydajności nauki i przeciwdziałania starzeniu, jako lek żołądkowy i przeciwreumatyczny. Na Filipinach wykorzystywany był jako lek przeciwcukrzycowy. W Ameryce Północnej różne plemiona leczyły kłączem tataraku wszelkie choroby. Indianie Potawatomi wysuszonym i sproszkowanym kłączem leczyli katar.
Surowiec zielarskiSurowcem zielarskim jest kłącze (Rhizoma Calami) oraz czysty olejek tatarakowy (Oleum Calami). Kłącze może występować w postaci nieokorowanej (Calami rhizoma crudum) i okorowanej (C. r. mundatum). Surowiec ten wykorzystuje się do wytwarzania takich preparatów ziołowych jak: Calmagina, Gastro, Wikalina, Uldenol i Ulventrol (tabletki), Gastrochol (proszek), nalewka tatarakowa (Tinctura Calami), granulat ziołowy Urogran. W Indiach, gdzie występuje odmiana o wysokiej zawartości beta-azaronu, poddaje się kłącza zabiegowi detoksykacji (sodhana prakriya), polegającemu na ich gotowaniu w moczu krów (stwierdzono, że daje to ten sam efekt co wodna ekstrakcja), a następnie w wywarze Sphaeranthus indicus, co faktycznie powoduje zmniejszenie zawartości toksycznego związku. W medycynie chińskiej i w Europie zawartość beta-azaronu jest skutecznie zmniejszana przez długotrwałe przygotowywanie odwaru (po jednej godzinie gotowania zawartość azaronu zmniejsza się o 85%, po dwóch zostaje go znikoma ilość).
Generalnie w lecznictwie stosuje się tatarak w formie wodnych naparów i odwarów, alkoholowych nalewek i czystego olejku tatarakowego. Ziele może być stosowane pojedynczo i w mieszankach.
DziałanieWyciąg z kłącza usprawnia trawienie poprzez pobudzanie wydzielania soku trawiennego i żółci (efekt działania substancji goryczowych, zwłaszcza akoryny). Z powodu działania rozkurczowego na mięśnie gładkie przeciwdziała wzdęciom, zwiększa (nieznacznie) ilości wydzielanej żółci i moczu. Zwiększa także wydzielanie mukopolisacharydów chroniących błonę śluzową żołądka. W efekcie preparaty z tataraku zalecane są przy zaburzeniach trawiennych, wzdęciach i kolkach, braku apetytu i dostatecznych ilości soku trawiennego. Z powodu działania uspokajającego i wzmacniającego izomerów azaronu preparaty z tatarakiem zalecane są także przy wyczerpaniu nerwowym i trudnościach w zasypianiu, podawano je także w przypadku histerii. Wyciągi z kłącza stosowane są także zewnętrznie do płukania jamy ustnej i gardła oraz płukania włosów i skóry głowy przy różnych dolegliwościach (łupież, łojotok i wypadanie włosów).
Przy zaburzeniach trawiennych podaje się pacjentom także preparaty zawierające czysty olejek tatarakowy. Stosowany jest on poza tym zewnętrznie do kąpieli uspokajających i wzmacniających oraz do nacierania przy reumatyzmie i artretyzmie (działa przeciwbólowo). Stosowany zewnętrznie działa drażniąco i poprawia ukrwienie skóry. Olejek dodawany był do kąpieli lub nacierania w przypadku przeciążenia, ale obecnie dodawanie olejku lub ekstraktu do kąpieli nie jest wskazane.
Alkoholowy wyciąg z kłączy tataraku wykazuje działanie antyproliferacyjne, immunosupresyjne i antymikrobiologiczne, działając silnie na grzyby: Trichophyton rubrum, Microsporum gypseum, Penicillium marneffei i średnio na Candida albicans, Cryptococcus neoformans i Saccharomyces cerevisiae. Oddziaływanie przeciwbakteryjne wykazuje tylko wobec Escherichia coli. Działa także przeciwbiegunkowo, usypiająco, przeciwdrgawkowo, przeciwzapalnie, przeciwutleniająco, przeciwskurczowo, moczopędnie, ma być też skuteczny przeciw robakom i poprawiać pamięć. Stwierdzono, że zawiera substancje zmniejszające insulinooporność, nie powodując przy tym zwiększenia masy ciała, jak to bywa przy używaniu w tym samym celu rozyglitazonu. Powoduje zwiększenie aktywności inhibitora alfa-glukozydazy i dlatego jest użyteczny przy leczeniu cukrzycy.
Zastosowanie w weterynariiW różnej postaci tatarak i jego preparaty stosowane są w celu poprawy trawienia.
PrzeciwwskazaniaZe względu na wykazane w doświadczeniach na zwierzętach mutagenne i słabe kancerogenne działanie bogatego w cis-azaron olejku tatarakowego odradza się długotrwałe stosowanie tataraku. Do sporządzania leków rekomendowane są odmiany z olejkiem pozbawionym cis-azaronu lub z jego zawartością w kłączu nie przekraczającą 5%.

### Roślina kosmetyczna
Olejek eteryczny wykorzystywany jest w kosmetyce i do wytwarzania perfum (służy jako utrwalacz zapachów). O tataraku jako roślinie stosowanej do wyrobu perfum wspomina się już w papirusie VI z biblioteki Chestera Beatty'ego datowanym na około 1300 rok p.n.e. W latach 90. XX wieku wartość olejku tatarakowego wykorzystywanego w przemyśle perfumeryjnym w Ameryce Północnej przekraczała 30 mln dolarów. Wyciąg z kłącza stosuje się do perfumowania mydła, aromatyzowania gum do żucia oraz jako składnik płynów do płukania ust. Olejek tatarakowy ma właściwości utrwalania zapachów. Tatarak bywa stosowany jako dodatek do kąpieli. Dzięki swoim właściwościom drażniącym powoduje przekrwienie skóry i usunięcie szkodliwych produktów przemiany materii. Odwar z kłącza lekko rozjaśnia włosy. Wyciąg z kłączy tataraku wchodzi w skład odżywki do włosów Urticosan (Herbaflos) zalecanej do pielęgnacji każdego rodzaju włosów (przeciwdziała łupieżowi i łojotokowi, wzmacnia cebulki włosowe, oczyszcza skórę, nadaje włosom puszystość i połysk). Fragmenty kłączy żuto w XIX wieku w celu odświeżenia oddechu.

### Roślina ozdobna
Tatarak zwyczajny sadzony bywa jako roślina ozdobna na brzegach zbiorników naturalistycznych i oczek wodnych, przy czym ze względu na silny wzrost nie jest zalecany do sadzenia w małych zbiornikach. Do jego walorów należy oczyszczanie wód z nadmiaru biogenów. Liście tataraku wykorzystywane są do ozdabiania domów i podwórzy w czasie Zielonych Świątek (W Zielone Świątki tatarak w kątki! W Zielone Świątki nowe porządki). Wykładano je latem na podłogach w domostwach, kościołach i w zamkach. Ich aromat działał orzeźwiająco i „czynił zdrowe powietrze”. Współcześnie suszone liście i kłącza używane są do aromatyzowania pomieszczeń za pomocą potpourri i torebek zapachowych.

### Roślina jadalna
Roślina – prócz intensywnego aromatu oraz własności leczniczych – zawiera także toksynę, powinna więc być stosowana tylko w niewielkich ilościach, jako przyprawa, a nie danie główne, a część źródeł zaleca jej unikanie. Spożywa się kłącza, których młodą część można jeść także na surowo. Tatarak zalecany jest jako dodatek do napojów (np. kompotów, likierów oraz herbat), sałatek oraz ciast i budyniów. Alkohol o silnym aromacie wytwarzany z tataraku zwano kalmusówką. Także w regionie Śląska Cieszyńskiego produkuje się wódkę na bazie kłącza rośliny spożywaną tam tradycyjnie w Wielki Piątek oraz w dolegliwościach przewodu pokarmowego i na trawienie – tatarczówkę skoczowską. Z kłączy wyrabiano także suchą konfiturę oraz cukierki (w wyniku kandyzacji), dodawano je także do ginu i piwa. Tatarak stosowany jest stosunkowo często w kuchni arabskiej i indyjskiej, gdzie używa się zmielonego kłącza do aromatyzowania słodyczy i kompotów z owoców. Wchodzi on także w skład mieszanek ziołowych typu curry, mieszany jest z gałką muszkatołową, wanilią i cynamonem. Jako pożywienie był używany przez Indian Abenaków i Dakotów. Zachodnia grupa Dakotów (Lakotów) jadła także liście. W Polsce, na Podlasiu, na liściach tataraku wypiekano chleb. W krajach, gdzie jest to dozwolone, sproszkowane kłącze bywa składnikiem mieszanek przyprawowych.

### Inne zastosowania
- Ze względu na zdolność wiązania dużych ilości pierwiastków biogennych tatarak jest zalecany do stosowania w biologicznych oczyszczalniach ścieków[88].
- Bywa sadzony w celu umacniania linii brzegowej wód[16].
- Olejek tatarakowy powoduje sterylność samców u wielu gatunków owadów, co wykorzystuje się w biologicznym zwalczaniu niektórych szkodników[89]. Liście tataraku i olejek tatarakowy stosowano jako środek odstraszający owady – pchły, ćmy i mrówki[38], a także muchy[41]. W celu pozbycia się uciążliwych insektów na Podlasiu tatarak umieszczano w pościeli[65]. Używano go do ochrony żywności przed szkodnikami[38], w tym także przed myszami[65]. Również żywe rośliny posadzone nad wodą mają odstraszać komary[41]. Stosowano tatarak także do tępienia gąsienic w uprawach kapusty[65]. Potwierdzono użyteczność tego gatunku do zwalczania i biokontroli kleszcza z gatunku Rhipicephalus microplus, będącego uciążliwym pasożytem zwierząt domowych na wielu obszarach świata (poza Europą)[90].
- Doskonale jako repelent przeciw jadowitym wężom działa ekstrakt tataraku w heksanie wraz z miodlą indyjską, tytoniem szlachetnym i niepokalankiem Vitex negundo, podobnie działa ekstrakt tataraku w oleju wraz z sosną, tymiankiem i roślinami z rodzaju Citronella[91].
- W Indiach stosowano tatarak do oszałamiania kobr[38].
- Liście tataraku wykorzystywano do wyplatania koszyków, mat i do pokrywania strzech[41].
- Kłączami tataraku uszczelniano kadzie[7].
- Ze względu na dużą zawartość skrobi z kłączy wyrabiano krochmal[7].
- W rejonie Kaukazu używano kłączy tataraku do garbowania skór[7].
- Kłączy i olejku dodawano do lekarstw w celu maskowania ich przykrego zapachu, aromatyzowano nimi także pasty do zębów[7].
- Liście tataraku zawieszano w ulach, co miało być „bardzo przyjemne pszczołom”[84].
- Gatunek wskaźnikowy wchodzący w skład Makrofitowego Wskaźnika Rzecznego z wartościami L=2 (wskaźnik zaawansowanej eutrofii) i W=3 (gatunek stenotypowy)[92].

## Obecność w kulturze
Wymieniany jest jako jedna z roślin biblijnych. Według F. N. Heppera opisany został jako „wonna trzcina” w Pieśni nad pieśniami (4,14), Księdze Wyjścia (30,23), Księdze Izajasza (43,24), Księdze Jeremiasza (6,20) i Księdze Ezechiela (27,19). Ziele to miało stanowić jeden ze składników olejku pomazania, służącego do namaszczania, przy czym w Biblii podana jest nawet proporcja jego składników. Wersety z Ksiąg Jeremiasza, Izajasza i Ezechiela wskazują, że roślina ta w czasach biblijnych nie rosła w Palestynie, lecz była sprowadzana „z dalekiej ziemi”. Nie jest jednak całkowicie pewne, czy olejek ten wykonywano z tataraku, inni badacze sugerują, że mógł być wykonywany również z niektórych gatunków palczatek (Cymbopogon).
W Ameryce Północnej wojownicy Dakotów przed walką smarowali twarz pastą powstającą po przeżuciu kłącza tataraku w celu ochrony przed strachem. Różne plemiona Indian Ameryki Północnej traktowały tatarak jako roślinę magiczną – strzegącą zdrowia podczas wędrówek i w siedzibach ludzkich.

## Działanie psychoaktywne
Kłącza tataraku zwyczajnego dzięki zawartości azaronu (1,2,4-trimetoksy-5-propenylobenzenu) wykorzystywane były przez Indian Kri w północno-zachodniej Kanadzie jako środek halucynogenny. Spożyte w dużych dawkach powodować miały halucynacje podobne do tych, które występują po zażyciu LSD, tj. głównie silne halucynacje wzrokowe. W moczu osób, które spożyły preparaty z tataraku, oraz w hodowlach bakteryjnych prowadzonych na pożywkach zawierających wyciąg z tataraku wykryto metabolit azaronu, kwas trans-2,4,5-trimetoksycynamonowy, jednak nie zaobserwowano 2,4,5-trimetoksyamfetaminy (TMA-2), uważanej za halucynogenny składnik tataraku zwyczajnego. Głównym objawem klinicznym spożycia tataraku były wymioty, utrzymujące się w niektórych przypadkach powyżej 15 godzin.

## Zagrożenia i ochrona
Gatunek jest szeroko rozpowszechniony i odporny na zanieczyszczenia wód. Z tych powodów w światowej Czerwonej księdze gatunków zagrożonych publikowanej przez Międzynarodową Unię Ochrony Przyrody (IUCN) uznawany jest za gatunek najmniejszej troski (LC – least concern). W obszarze naturalnego zasięgu lokalne rodzime taksony mogą być jednak zagrożone. Przykładowo nad Rzeką Perłową w Chinach populacje są bardzo nieliczne. Podobnie często skąpe zasoby miewa tatarak odmiany amerykańskiej – var. americanus. Jako zagrożoną wymienia ją (w randze gatunku) czerwona księga stanu Pensylwania. W niektórych stanach USA wykonuje się zabiegi ochrony czynnej służące restytucji tataraku amerykańskiego, np. w miejscach po usunięciu inwazyjnego tataraku zawleczonego z Europy.

## Uprawa, zbiór i przechowywanie

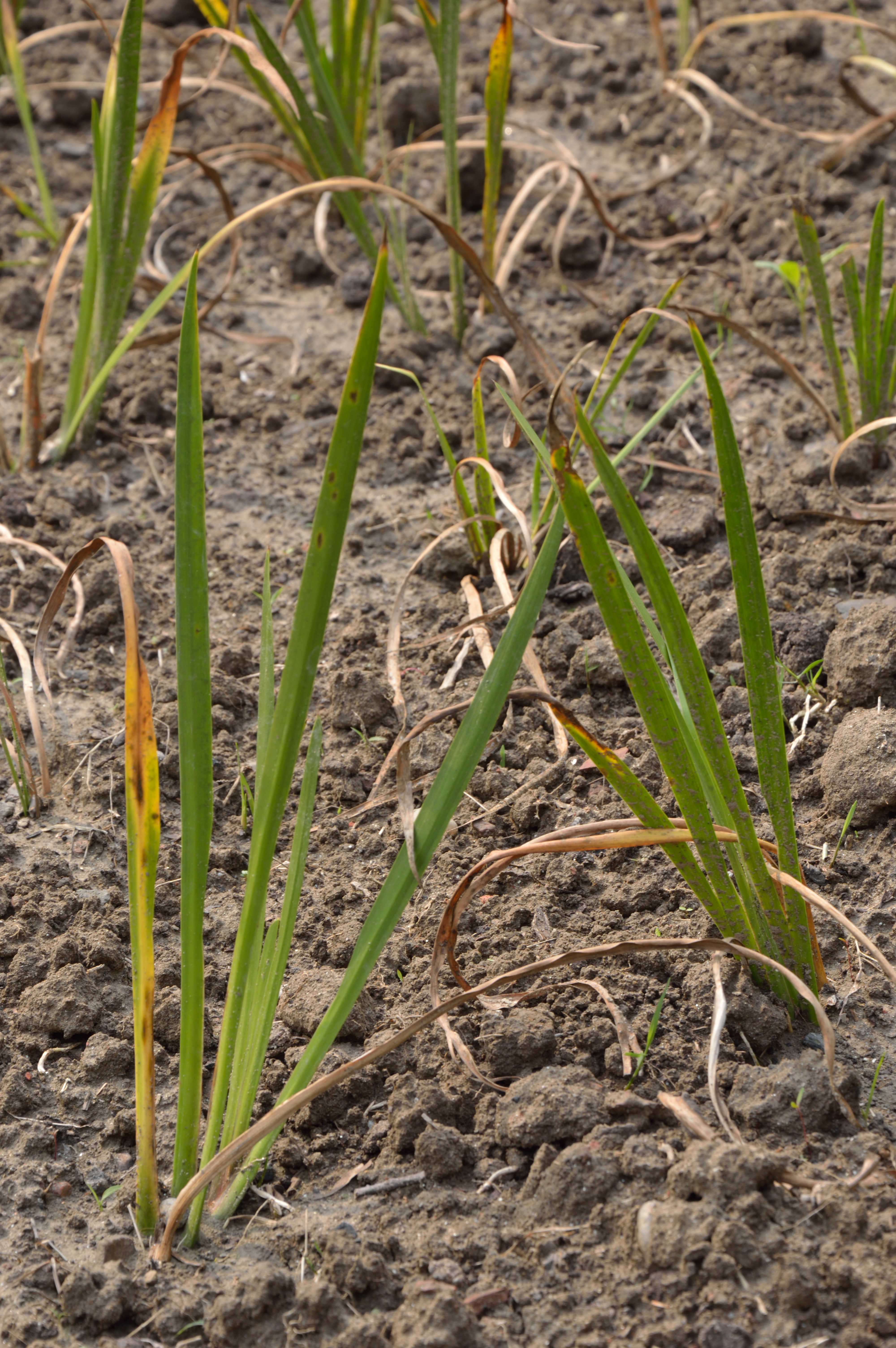
Uprawa polowa tataraku w Indiach

Gatunek uprawiany jest w warunkach polowych w strefie tropikalnej i subtropikalnej na obszarach nawadnianych, z roczną ilością opadów wynoszącą od 700 do 2500 mm. Gatunek ten może być sadzony w strefach mrozoodporności od 3 do 10. W Europie Środkowej uprawiany jest jako roślina ozdobna na brzegach zbiorników, natomiast surowiec zbiera się z populacji dziko rosnących. Z powodu szerszych zastosowań w przeszłości uprawiany był także w ogrodach, przy czym rosnąc w ziemi, a nie na brzegach wód kłącza miał podobno bardziej aromatyczne.
RozmnażanieTatarak zwyczajny rozmnaża się za pomocą fragmentów kłącza sadzonych wiosną. Stosuje się w tym celu zdrowe fragmenty kłączy o długości od 5 do 10 cm, sadzone na głębokości do kilkunastu cm i w odstępach ok. 30 cm. W podobnym zagęszczeniu można wysadzać także większe fragmenty kęp. W obrębie zasięgu tataraku zawiązującego płodne nasiona sadzi się je płytko w okresie jesienno-zimowym pod osłonami w wilgotnym podłożu, po czym wiosną siewki wysadza się na stanowiska docelowe. Nasiona mogą zostać wykorzystane do siewu bezpośrednio po zbiorze, ew. mogą być przechowywane w niskiej temperaturze i wilgotności. W uprawach polowych w strefie międzyzwrotnikowej sadzi się pocięte na niewielkie fragmenty kłącza w lipcu i sierpniu, w rozsadzie 30 × 30 cm na głębokości 4 cm. Pokrywająca wysadzone kłącza warstwa wody nie powinna przekraczać 20 cm.
Choroby i szkodnikiPrzy uprawie tataraku nie ma istotnych problemów z chorobami i szkodnikami.
PielęgnacjaPodczas uprawy roślin do celów ozdobnych lub w oczyszczalniach biologicznych zaleca się ich odmładzanie poprzez podcinanie wiosenne lub jesienne (w obszarach o cieplejszym klimacie). Przed uprawą polową tataraku w strefie międzyzwrotnikowej grunt przygotowywany jest analogicznie jak pola ryżowe – przed sezonem deszczowym gleba jest 2–3 razy przeorywana. Pola są nawożone bezpośrednio po posadzeniu, a następnie jeszcze dwukrotnie w odstępie miesiąca. Na polach utrzymuje się poziom wody wynoszący ok. 5 cm, po wyrośnięciu roślin do 10 cm.
ZbiórZe względu na najwyższe stężenia olejku eterycznego w okresie wiosennym zaleca się zbieranie kłączy wiosną i do połowy lata. Kłącza wycina się bosakiem lub siekierą, dzieląc zbitą darń na fragmenty. Można je pozyskiwać z roślin 2-3-letnich, w warunkach indyjskich pozyskuje się kłącza już po 6–8 miesiącach uprawy. W warunkach polowych uzyskuje się plon sięgający do 10 t świeżych kłączy z 1 ha (4,2 t po wysuszeniu).
PrzechowywaniePo oczyszczeniu i płukaniu kłącza mogą być przechowywane na wolnym powietrzu ułożone w pryzmy. W razie konieczności surowiec można suszyć w temperaturze do 35 °C, co nie jest jednak łatwe i wymaga rozłożenia kłączy w cienkie warstwy. Surowca nie należy korować ze względu na dużą zawartość olejku w zewnętrznych częściach kłącza. Po odpowiednim wysuszeniu kłącza powinny być twarde i łamać się z lekkim trzaskiem. Dawniej kłącza suszono pokrojone w talarki, dzięki czemu były łatwiejsze w zastosowaniu. Dobrze wysuszone kłącze jest bardziej aromatyczne niż świeże.

## Zwalczanie
Jako roślina inwazyjna tatarak zwyczajny zawleczony z Europy zwalczany jest w Ameryce Północnej, gdzie zagraża m.in. rodzimym populacjom tataraku odmiany americanus. Mniejsze populacje zwalczane są mechanicznie poprzez skrupulatne usuwanie kłączy. Na bardziej rozległych stanowiskach odcina się roślinom dostęp światła – po wykoszeniu liści przykrywa się obszar występowania tataraku folią nieprzepuszczającą światła lub innymi tworzywami, ewentualnie warstwą trocin. Po zniszczeniu roślin odzyskany obszar zasiedla się rodzimymi roślinami szuwarowymi, w tym tatarakiem amerykańskim.
W gospodarce stawowej, gdzie może być inwazyjnym chwastem, zaleca się w celu jego zwalczenia jednorazowe koszenie w lipcu, co zmniejsza liczbę pędów na koniec sezonu wegetacyjnego o 81%.